# Vladimir Guerrero
Pour les articles homonymes, voir Guerrero (homonymie).
Vladimir Alvino Guerrero (né le 9 février 1975 à Nizao en République dominicaine) est un voltigeur de droite et frappeur désigné des Ligues majeures de baseball. Il est élu en 2018 au Temple de la renommée du baseball.
Il a joué pour les Expos de Montréal (1996-2003), les Angels de Los Angeles d'Anaheim (2004-2009), les Rangers du Texas (2010) et les Orioles de Baltimore (2011).
Vladimir Guerrero a été élu joueur par excellence de la Ligue américaine en 2004, a gagné huit Bâtons d'argent, un prix Edgar Martinez, en plus d'être invité neuf fois au match des étoiles et de détenir plusieurs records de franchise des défunts Expos de Montréal.
Guerrero a des surnoms comme Vlad, Vladdy, Vladiator, Vlad the Impaler ou même Big Daddy Vladdy[citation nécessaire]. Son fils Vladimir Guerrero Jr. est également joueur de baseball.

## Carrière professionnelle
Vladimir est reconnu dans le baseball Majeur comme un frappeur de puissance qui récolte une forte moyenne au bâton. Cette dernière a atteint ,300 et plus à chaque année de 1997 à 2010, sauf en 2009, où elle fut de ,295. Excellent coureur en première moitié de carrière, il a atteint un sommet personnel de 40 buts volés en 2002.
Il aime également s'élancer sur des lancers qui sont hors de la zone des prises.
Vlad est un très bon frappeur contre les lanceurs gauchers.

### Expos de Montréal
Recruté à titre d'agent libre non repêché, Vladimir Guerrero signe son premier contrat le 1er mars 1993 avec les Expos de Montréal.
C'est le 19 septembre 1996 qu'il commence sa carrière dans les ligues majeures contre les Braves d'Atlanta. Quelques jours après ses débuts, il frappe son premier coup de circuit contre le releveur Mark Wohlers des Braves.
Après une saison recrue 1997 où il est souvent blessé (il manque 72 parties), ce qui inquiète considérablement l'état-major des Expos, Guerrero revient en force en 1998 en frappant pas moins de 38 circuits, un record pour la formation. La marque d'équipe précédente (36 circuits) avait été établie deux saisons plus tôt par Henry Rodríguez. Il améliore cette performance avec 42 longues balles en 1999, avant d'établir le record définitif de circuits en une saison par un joueur des Expos avec 44 en 2000.
Vladimir Guerrero est un des meilleurs joueurs à avoir évolué pour l'équipe montréalaise. Avec 3 points produits à Philadelphie le 1er octobre 1999, il égale puis pulvérise le record des Expos de 123 points produits en une saison établi par Tim Wallach en 1987. Vlad ajoute six points produits le lendemain, toujours contre les Phillies, et avec 10 points produits dans les trois dernières parties de l'année, il termine la saison avec 131 points produits, qui demeure le record des Expos de Montréal pour une saison. Plus tôt dans la saison 1999, Guerrero avait connu une séquence de 31 matchs consécutifs avec au moins un coup sûr, un record des Expos qui n'a jamais été battu.
Dans l'une de ses dernières parties dans l'uniforme montréalais, le 14 septembre 2003 au Stade olympique de Montréal, Guerrero réussit un carrousel, c'est-à-dire un simple, un double, un triple et un circuit dans le même match, lors d'une victoire de 7-3 des Expos sur les Mets de New York. Il est le sixième et dernier joueur de l'histoire de l'équipe à accomplir l'exploit.
Le Dominicain établira quelques sommets offensifs pour l'équipe (dont les circuits avec 44 en une saison et 234 dans l'uniforme des Expos de Montréal.), gagnera trois Bâtons d'argent et participera à quatre parties d'étoiles pendant ses huit années à Montréal.
Il était aussi réputé pour sa personnalité réservée, amplifiée par sa mauvaise maîtrise de la langue anglaise qui lui faisait généralement éviter les interviews. Le joueur vedette se sentait à l'aise à Montréal au milieu de plusieurs autres joueurs parlant sa langue maternelle, l'espagnol, et recourait habituellement aux services de l'instructeur Manny Acta, un autre hispanophone, comme interprète.

### Angels de Los Angeles

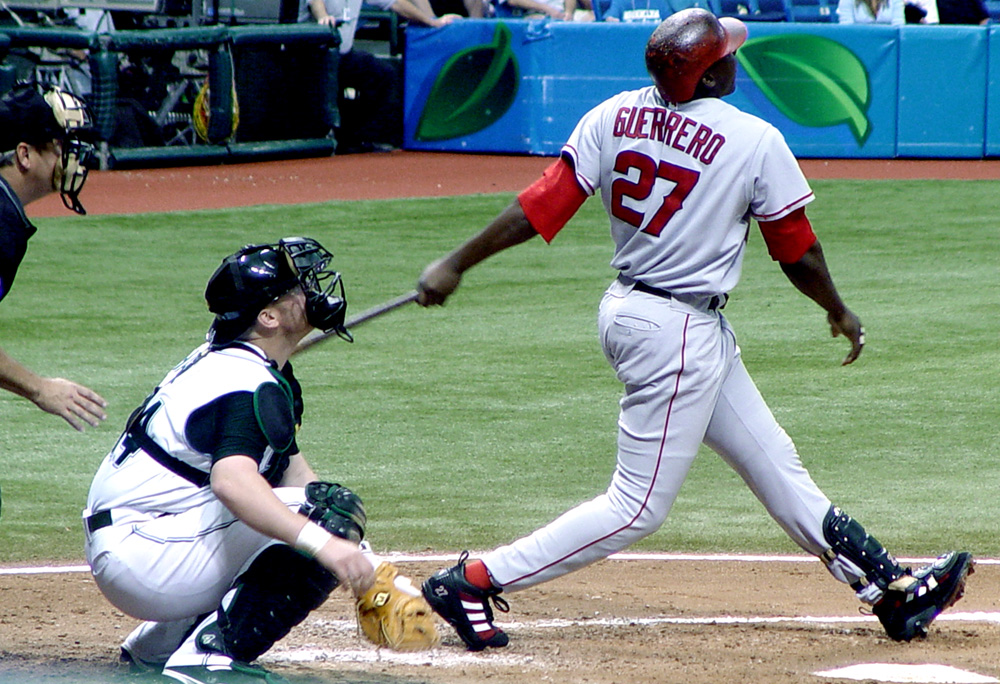
Guerrero s'élance pour les Angels en 2005.

Le 12 janvier 2004, Vladimir Guerrero prend la direction de la Californie où il signe un lucratif contrat chez les Angels de Los Angeles. À sa première saison chez les Angels en 2004, il remporte le titre du meilleur joueur de la Ligue américaine en vertu d'une moyenne de ,337 avec 39 circuits et 126 points produits.
En plus de remporter un titre aussi prestigieux, il aide sa formation à participer aux Séries de division de 2004 et de 2005. Lors de cette dernière saison, il conduit son équipe à la Série de championnat contre les White Sox de Chicago.
En mars 2009, dans une interview accordée au journaliste Tim Brown de Yahoo! Sports, Guerrero révèle qu'il est âgé de 34 ans, et non de 33 ans tel que mentionné dans les dossiers officiels du baseball majeur ainsi que dans le guide de presse des Angels.

### Rangers du Texas

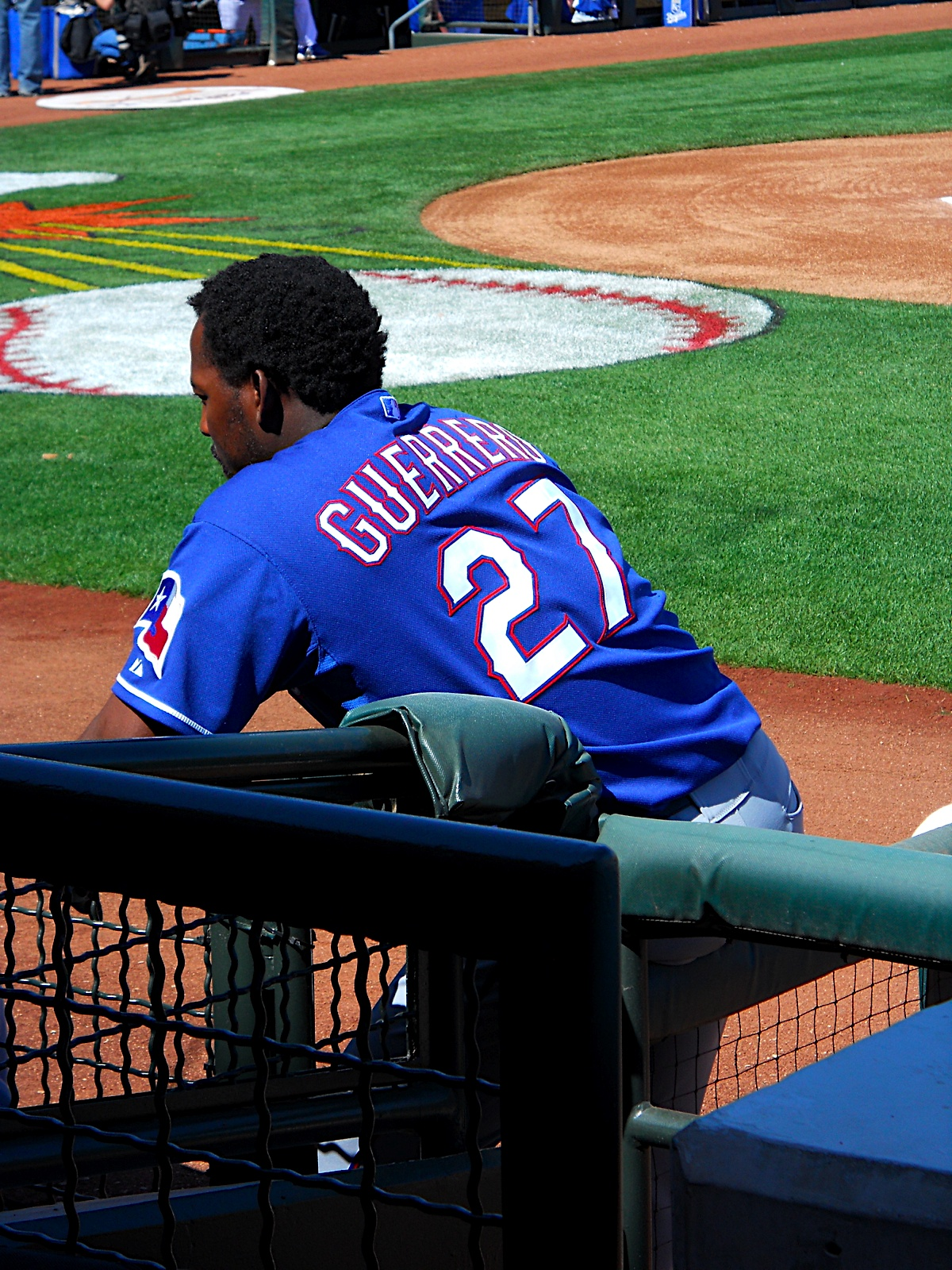
Vladimir Guerrero en 2010 avec Texas.

Le 11 janvier 2010, Vladimir Guerrero signe un contrat d'un an pour 5,5 millions de dollars plus une année d'option avec les Rangers du Texas. Il joue dans presque toutes les parties de son équipe durant la saison, n'étant laissé de côté que dix fois en saison régulière. Dans le rôle de frappeur désigné, il contribue grandement aux succès des Rangers avec sa meilleure saison en trois ans : il frappe pour ,300 avec 178 coups sûrs, dont 29 circuits. Il se classe quatrième pour les produits dans la Ligue américaine avec 115. À la mi-saison, il est invité au match des étoiles pour la première fois depuis 2007, ajoutant une neuvième sélection à son palmarès.
Guerrero déçoit cependant beaucoup en séries d'après-saison, particulièrement en Série mondiale, où il ne frappe que pour ,071 de moyenne, avec un seul coup sûr en 14 présences au bâton face aux Giants de San Francisco. Après avoir connu des ennuis au champ extérieur lors du premier match disputé sur le terrain des représentants de la Ligue nationale, où la règle du frappeur désigné n'est pas utilisée, il est laissé de côté par Ron Washington dans la deuxième rencontre de la série finale.
Le 3 novembre 2010, les Rangers annoncent qu'ils n'exerceront pas leur option sur le contrat de Guerrero pour la saison de baseball 2011. En refusant de payer un salaire pour 2011 qui aurait été de 9 millions de dollars, l'équipe texane paie un dédommagement de un million qui fait du vétéran un agent libre.
En 2010, Guerrero remporte le Bâton d'argent remis par la Ligue américaine à son meilleur frappeur désigné. Il s'agit de son huitième Bâton d'argent en carrière, après en avoir remporté sept à la position de voltigeur. Il gagne aussi le prix Edgar Martinez, remis au meilleur frappeur désigné du baseball majeur.

### Orioles de Baltimore

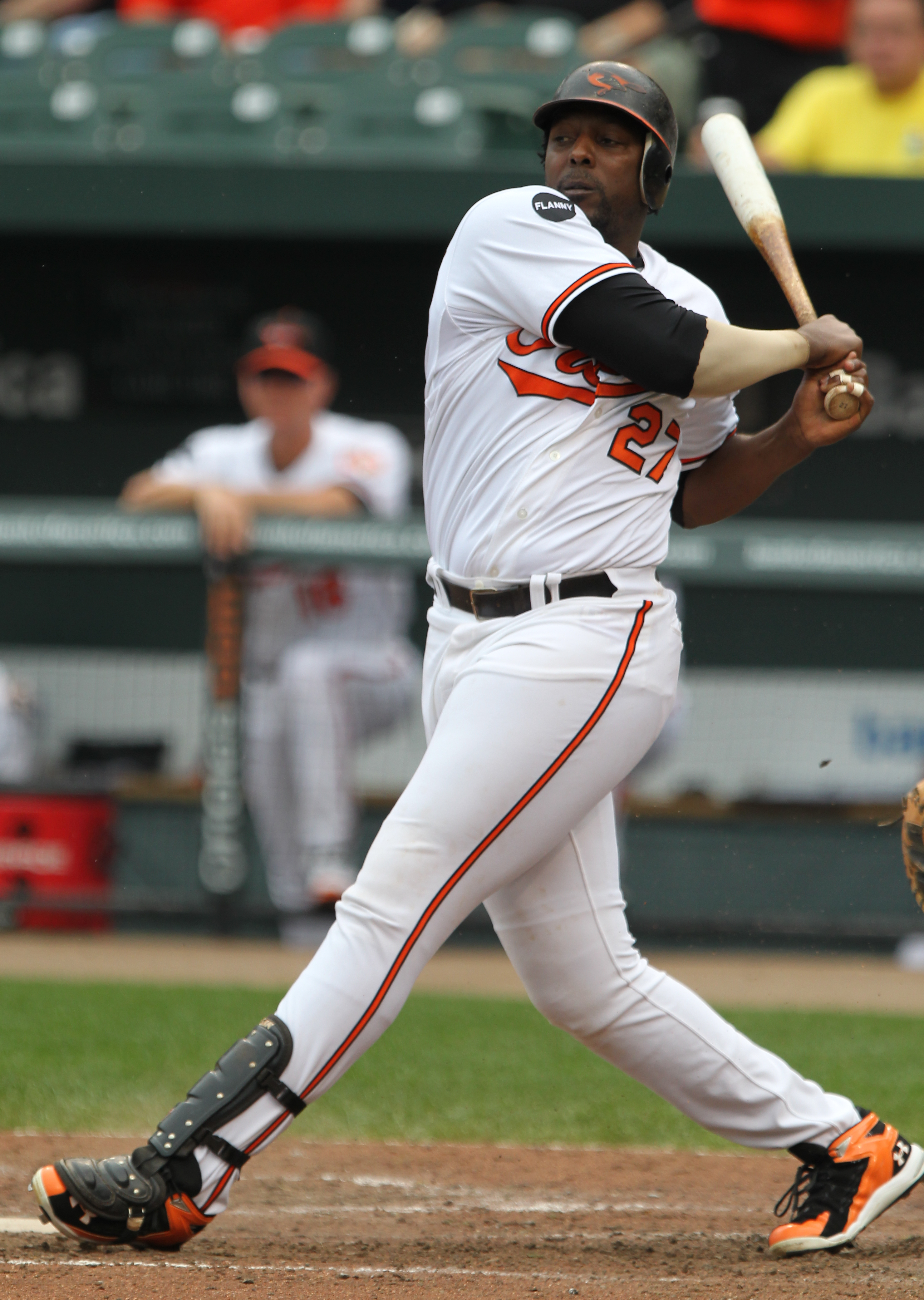
Guerrero en 2011 avec les Orioles de Baltimore.

Au début de février 2011, Guerrero accepte une offre de huit millions de dollars pour une saison avec les Orioles de Baltimore. L'entente est officielle le 18 février.
Le 26 septembre, Guerrero frappe contre le lanceur Josh Beckett des Red Sox de Boston son 2587e coup sûr en carrière, ce qui lui permet de prendre le premier rang des meilleurs frappeurs de coups sûrs nés en République dominicaine. Il bat le record de Julio Franco, qui avait eu besoin de 2 527 parties jouées et 8 677 présences officielles au bâton, comparativement à 2 143 matchs et 8 135 présences au bâton pour Guerrero, pour obtenir 2 586 coups sûrs. Le record est battu par Adrián Beltré le 18 septembre 2014.
Guerrero frappe 13 circuits, produit 63 points et frappe dans une moyenne de ,290 en 145 parties pour les Orioles en 2011.

### Blue Jays de Toronto
Guerrero est sans contrat au début de la saison 2012. Le 10 mai, il signe un contrat des ligues mineures avec les Blue Jays de Toronto. Après 12 parties dans les mineures avec Las Vegas dans la Ligue de la côte du Pacifique, Guerrero, déçu de ne pas avoir été rappelé par les Blue Jays, quitte le club et est libéré de son contrat.

### Retraite
Vladimir Guerrero annonce officiellement le 14 septembre 2013 qu'il prend sa retraite sportive.

## Honneurs
- Gagnant du Concours de Coups de Circuit 2007 à San Francisco lors de la pause du match des étoiles (2007) (Plus long circuit: 503 pieds)
- Vladimir remporte le Bâton d'argent 8 fois.
- Vlad est nommé 9 fois sur l'équipe d'étoiles
- Il connaît une série de matchs avec au moins un coup sûr longue de 31 parties en 1999, ce qui est le record de l'histoire des Expos.
- Le 14 septembre 2003 il frappe un carrousel (ou cycle) (un simple, un double, un triple et un circuit dans le même match).
- Il est membre du Club 30-30 2 fois à Montréal  (2001-2002)
- Le trophée du joueur par excellence de la Ligue nationale est remis à Vladimir en 2004 (Ligue américaine)
- Le 2 septembre 2005, Vladimir cogne son 300e coup de circuit contre les Mariners de Seattle
- Le 15 juillet 2006, Vlad produit son 1000e point produit (RBI) contre les Devil Rays de Tampa Bay
- Le 10 août 2009, il frappe son 400e circuit.
- Le (11 novembre) (2010), Un 8e Bâton d'argent.

### Temple de la renommée
Vladimir Guerrero est éligible à l'élection au Temple de la renommée du baseball pour la première fois en 2017. Il apparaît alors sur 71,7 % des bulletins de vote, alors que 75 % est nécessaire pour être admis, ce qui le place en bonne position pour l'élection en 2018. Son nom apparaît sur 92,9 % des bulletins de vote en 2018, lui ouvrant les portes du Temple de la renommée.
La cérémonie d'introduction au Temple est programmée pour le 29 juillet 2018 à Cooperstown. Sur la plaque représentant Guerrero au Temple de la renommée, il est coiffé de la casquette des Angels. Il est le premier joueur à entrer à Cooperstown comme joueur des Angels.
Guerrero est intronisé au Temple de la renommée du baseball canadien le 24 juin 2017. Il devient le 16e membre du Temple de la renommée des Angels le 26 août 2017.

### Participations au match des étoiles
- 1999 (Expos)
- 2000 (Expos)
- 2001 (Expos)
- 2002 (Expos)
- 2004 (Angels)
- 2005 (Angels)
- 2006 (Angels)
- 2007 (Angels)
- 2010 (Rangers)

### Bâton d'argent
- 1999 (Expos)
- 2000 (Expos)
- 2002 (Expos)
- 2004 (Angels)
- 2005 (Angels)
- 2006 (Angels)
- 2007 (Angels)
- 2010 (Rangers)

## Divers
- Vlad ne porte pas de gants lorsqu'il frappe[19], ce qui est rare de nos jours.
- Vladimir regarde toujours une position bien spéciale dans les estrades avant de s'installer pour frapper puisqu'il regarde sa mère qui est toujours assise au même siège à chaque match à domicile[citation nécessaire].
- Vladdy a un frère, Wilton Guerrero,qui a joué avec lui chez les Expos de Montréal,
- Vladimir porte le # 27
- Vladimir frappe et lance du côté droit.
- Vlad a joué dans une publicité de Pepsi avec Alex Rodriguez des Yankees de New York ainsi que dans une publicité pour A&W avec son fils Vladimir Guerrero Jr.
- Vladimir Guerrero est en vedette, aux côtés de David Ortiz et Jesús Alou, dans le documentaire de 2008 Road to the Big Leagues de Jared Goodman. Ce film traite de l'importance du baseball pour les enfants de la République dominicaine[20].

## Vie personnelle
Vladimir Guerrero provient d'une famille de neuf enfants. Il est élevé par sa mère et des cousins à Don Gregorio en République dominicaine. Son frère Wilton Guerrero, né en 1974, a joué dans le baseball majeur de 1996 à 2004, dont trois saisons (1998 à 2000) aux côtés de Vladimir chez les Expos de Montréal. Son cousin Cristian Guerrero est un voltigeur de baseball qui évolue en ligues mineures de 1999 à 2007.
En 2012, une poursuite pour pension alimentaire intentée contre Vladimir Guerrero dévoile que le joueur de baseball est père de huit enfants, nés de cinq mères différentes.
En 2005, Guerrero donne 50 000 dollars aux victimes de l'ouragan Katrina aux États-Unis. Il fonde lors de ses années chez les Angels le Vlad's Pad, par le biais duquel il offre pour chaque match local de l'équipe à Anaheim un total de 127 billets gratuits qui sont remis à des organisations s'occupant des jeunes. Comme membre des Expos en 2001 et des Angels en 2007 il est finaliste au prix Roberto Clemente, qui souligne les efforts humanitaires ou charitables des membres des Ligues majeures.

## Statistiques en carrière

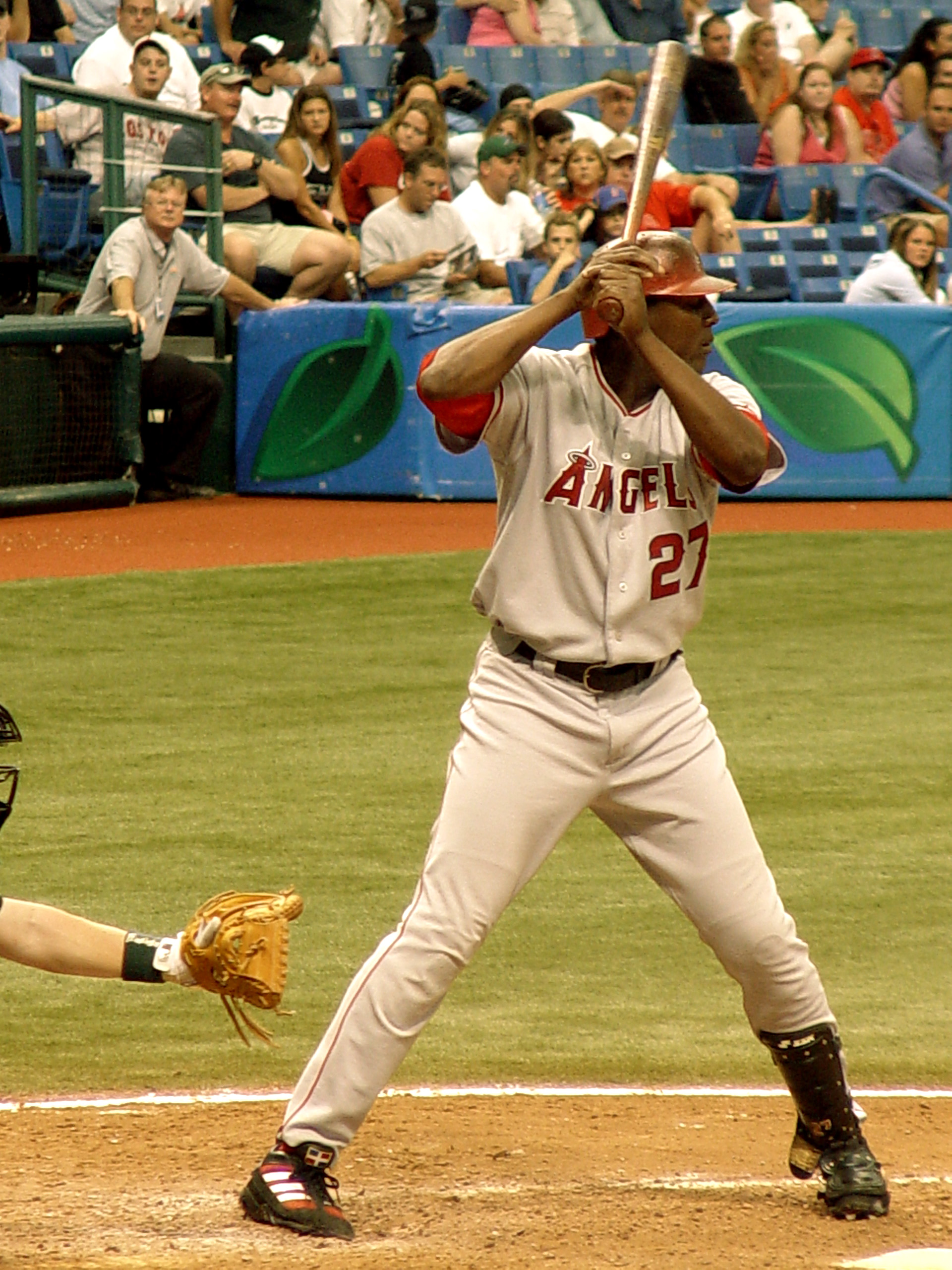
Vlad avec les Angels

| Saison          | Équipe             | Ligue           | PJ   | AB   | PC   | CS   | 2B  | 3B | CC  | PP   | BV  | PTV | BB  | RB  | MOY  | PSB  | PUI  |
| --------------- | ------------------ | --------------- | ---- | ---- | ---- | ---- | --- | -- | --- | ---- | --- | --- | --- | --- | ---- | ---- | ---- |
| 1996            | Expos de Montréal  | NL              | 9    | 27   | 2    | 5    | 0   | 0  | 1   | 1    | 0   | 0   | 0   | 3   | .185 | .185 | .296 |
| 1997            | Expos de Montréal  | NL              | 90   | 325  | 44   | 98   | 22  | 2  | 11  | 40   | 3   | 4   | 19  | 39  | .302 | .350 | .483 |
| 1998            | Expos de Montréal  | NL              | 159  | 623  | 108  | 202  | 37  | 7  | 38  | 109  | 11  | 9   | 42  | 95  | .324 | .371 | .589 |
| 1999            | Expos de Montréal  | NL              | 160  | 610  | 102  | 193  | 37  | 5  | 42  | 131  | 14  | 7   | 55  | 62  | .316 | .378 | .600 |
| 2000            | Expos de Montréal  | NL              | 154  | 571  | 101  | 197  | 28  | 11 | 44  | 123  | 9   | 10  | 58  | 74  | .345 | .410 | .664 |
| 2001            | Expos de Montréal  | NL              | 159  | 599  | 107  | 184  | 45  | 4  | 34  | 108  | 37  | 16  | 60  | 88  | .307 | .377 | .566 |
| 2002            | Expos de Montréal  | NL              | 161  | 614  | 106  | 206  | 37  | 2  | 39  | 111  | 40  | 20  | 34  | 70  | .336 | .471 | .593 |
| 2003            | Expos de Montréal  | NL              | 112  | 394  | 71   | 130  | 20  | 3  | 25  | 79   | 9   | 5   | 63  | 53  | .330 | .426 | .586 |
| 2004            | Anaheim Angels     | AL              | 156  | 612  | 124  | 206  | 39  | 2  | 39  | 126  | 15  | 3   | 52  | 74  | .337 | .391 | .598 |
| 2005            | Los Angeles Angels | AL              | 141  | 520  | 95   | 165  | 29  | 2  | 32  | 108  | 13  | 1   | 61  | 48  | .317 | .394 | .565 |
| 2006            | Los Angeles Angels | AL              | 156  | 607  | 92   | 200  | 34  | 1  | 33  | 116  | 15  | 5   | 50  | 68  | .329 | .382 | .552 |
| 2007            | Los Angeles Angels | AL              | 150  | 574  | 89   | 186  | 45  | 1  | 27  | 127  | 2   | 3   | 71  | 62  | .324 | .403 | .557 |
| 2008            | Los Angeles Angels | AL              | 143  | 541  | 85   | 164  | 31  | 3  | 27  | 91   | 5   | 3   | 51  | 77  | .303 | .365 | .521 |
| 2009            | Los Angeles Angels | AL              | 100  | 383  | 59   | 113  | 16  | 1  | 15  | 50   | 2   | 1   | 19  | 56  | .295 | .334 | .460 |
| Totaux carrière | Totaux carrière    | Totaux carrière | 1850 | 7000 | 1185 | 2249 | 420 | 44 | 407 | 1318 | 175 | 87  | 685 | 869 | .321 | .386 | .568 |